# لا جنس في الاتحاد السوفيتي
لا جنس في الاتحاد السوفيتي (بالروسية: в СССР секса нет)‏ (نقحرة: ڤْ سْ.سْ.سْ.إر سيكسا نيت) أو لا يوجد جنس في الاتحاد السوفيتي ، هو «مثل منقول» صار مشهورًا بعد قوله من قبل إحدى المشاركات السوفيتيات في البث التلفزيوني بين لينينغراد وبوسطن «نساء يتحدثن إلى نساء» الذي تم تسجيله 28 يونيو 1986، في عصر البيريسترويكا ونهاية الحرب الباردة، وتم بثه 17 يوليو.
كان فيل دوناهو وفلاديمير بوزنير مستضيفين للبث وفلاديمير موكوسيف مخرجًا. أثناء البث، سألت إحدى الأمريكيات سؤالًا: «إعلاناتنا التلفزيونية مرتبطة كثيرًا بالجنس في بلدنا. هل يوجد لديكم مثل هذه الإعلانات في تلفزيونكم؟». أجابت المشاركة السوفيتية لودميلا إيفانوفا مع ابتسامة: «حسنًا، لا يوجد لدينا جنس ونحن ضده تماماً». غُطّيت نهاية كلماتها عليها بالضحك والتصفيق من قبل المشاهدين. عقبهما، أوضحت مشاركة سوفيتية أخرى: «نمارس الجنس، لكن لا ننشره في الإعلانات». هكذا كانت ذاكرة العامة مطبوعةً بذلك الحوار بشكل خاطئ، أي بإزالة الكلمات (لا جنس في الاتحاد السوفيتي) من السياق خارج السياق أي: لا يدوّر نقاش حول الجنس في وسائل الإعلام التي تسيطر عليها الدولة.
تُتسخدم الكلمات في أيامنا (حاصةً في دول ما بعد الاتحاد السوفيتي) بطريقتين:
أولًا: من قبل نقاد الاتحاد السوفيتي تُتسخدم كي يتسلّطوا الضوء على الرياء في موضوع الجنسانية والعداء الاستعراضي نحو موضوعها وجعلها موضوعًا يندرج تحت التابوهات الاجتماعية.
ثانيًا: بالعكس، من قبل حلفائه تُتسخدم كي يستهزئوا بإعطاء الصورة السلبية للحياة السوفيتية فتلك الكلمات مبالغة واضحة.